# Museo Ettore Guatelli
Il Museo Ettore Guatelli è un museo etnografico sito nel podere Bellafoglia a Ozzano Taro, frazione di Collecchio in provincia di Parma. Il Museo si trova allestito negli spazi che furono della casa della famiglia Guatelli e del loro podere, ed è frutto della lunga opera di raccolta e allestimento a cui Ettore Guatelli ha dedicato gran parte della propria esistenza. 
Oltre 60 000 oggetti di uso quotidiano rivestono le pareti e i soffitti degli spazi del percorso museale, seguendo motivi geometrici e creando un effetto scenografico carico di suggestioni visive. 
Il Museo è oggi gestito dalla Fondazione Museo Ettore Guatelli, nata nel 2003 allo scopo di conservare, valorizzare e promuovere l'opera del suo creatore.

## Storia
Il Museo Ettore Guatelli si trova a Ozzano Taro, in provincia di Parma, all’interno di una casa colonica che fu anche l’abitazione del suo fondatore, maestro elementare, etnografo autodidatta e instancabile collezionista. Il museo nasce dalla sua straordinaria passione per gli oggetti della vita quotidiana, in particolare quelli legati alla cultura contadina e artigiana del Novecento. Nel corso della sua vita, Guatelli ha raccolto oltre 60 000 oggetti: utensili da cucina, attrezzi agricoli, scarpe, giocattoli, contenitori, orologi, chiodi, ferri da stiro, materiali di scarto e molto altro.
Questi oggetti, apparentemente umili e privi di valore economico, diventano nelle sue mani strumenti per raccontare storie dimenticate: quelle dei lavoratori, dei contadini, degli artigiani, delle persone comuni. Guatelli non si limita a raccogliere: studia, cataloga, ascolta ma soprattutto dispone gli oggetti secondo criteri visivi e narrativi originali. Le pareti, i soffitti e le stanze della casa si trasformano così in una sorta di opera d’arte totale, dove ogni elemento dialoga con gli altri creando un suggestivo effetto estetico.
Il museo non è una collezione tradizionale, ma un racconto visivo e poetico sulla dignità del lavoro manuale, sull’ingegno della sopravvivenza, sulla memoria delle persone “senza storia”, come le chiamava Guatelli. Dopo la sua morte, il museo è stato affidato alla Fondazione Museo Ettore Guatelli, che ne cura la conservazione e la valorizzazione.
Oggi il Museo Guatelli è riconosciuto a livello nazionale e internazionale come un luogo unico nel suo genere: un museo antropologico, artistico e narrativo insieme, che invita i visitatori a riflettere sul valore degli oggetti quotidiani e sul significato della memoria collettiva.

## Struttura del museo

### Granaio

#### Ingresso

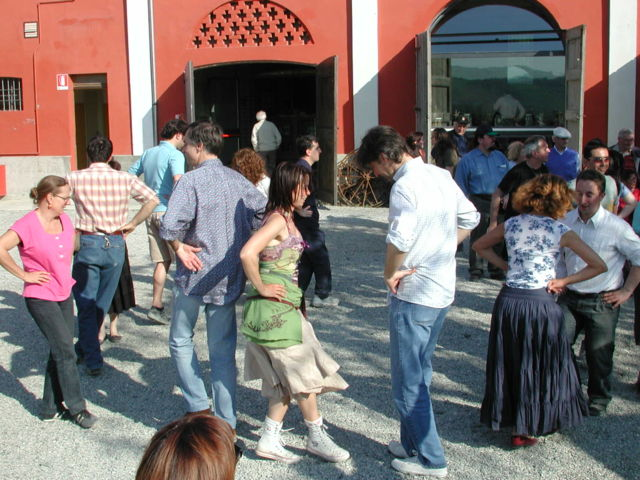
Ballerini danzano un'alessandrina nel cortile del museo

L’ingresso del Museo Guatelli si apre sul cortile della casa colonica ottocentesca che ospita il museo, all’interno di quello che una volta era il granaio. La presenza fin da subito di oggetti appesi alle pareti, disposti in modo ritmico e ripetitivo, anticipa il criterio estetico e allestitivo che caratterizza l’interno del museo. La disposizione non segue infatti criteri cronologici o tipologici tradizionali, ma privilegia un ordine estetico e ripetitivo che stimola uno sguardo nuovo sull’oggetto quotidiano.
All’ingresso sulla destra, è presente la navassa al cui interno Guatelli ha realizzato una suggestiva composizione di ruote e ruotini. La stanza è stipata di piccoli e grossi contenitori, prevalentemente di legno: botticelle, bigonci per il bucato, imbuti, e triboli che, serviti un tempo a trebbiare il grano sull’aia, si fanno colonne portanti della società rurale qui rappresentata.
Sulla sinistra invece, oltre gli oggetti più grandi: il rullo e il torchio contornati da innumerevoli altri oggetti ad incastonarli all’interno di una suggestiva composizione. Il torchio, con il vitone di legno necessariamente grosso per non rompersi nello sforzo di premere vinaccia od olive, doveva essere collocato in ambienti molto spaziosi.

#### Lo scalone
Nello scalone che segue l’ingresso, continuano le mensole con contenitori di legno, in gran parte misure fatte in casa, ma anche prodotte industrialmente, come il doppio decalitro che fungeva da misura per i sacchi del grano. Proseguendo, si notano una serie di cassette di legno contenenti sveglie: un modo semplice ma dal risultato estetico straordinario, per riparare gli ingranaggi delle sveglie dalla polvere e dalla fuliggine.
Sulla parete sono inoltre esposti una serie di strumenti musicali che, almeno in parte, erano appartenuti alla banda musicale di Tarsogno alla fine dell’ottocento oltre a curiosi oggetti appuntiti: si tratta di pettini per la raccolta dei frutti di bosco.
Sulla parete di destra, colpisce una serie di ferri di cavallo, armoniosamente allestita. Proseguendo verso il ballatoio, l’insegna ad arco, sopra la porta, proviene da un'osteria cremonese denominata “L’osteria dei tre re” (ovvero i Magi); oggi però riporta, sovrascritta da un nuovo proprietario, l'insegna "Da Walter".
Il soffitto ricoperto di cesti appesi è tra le curiosità più evidenti di questo suggestivo percorso verso il cuore del Museo: non per la particolare foggia dei contenitori, ma per la domanda rispetto a come abbia fatto Ettore Guatelli ad appendere i cesti a quell’altezza.

#### Stanza dei giochi
Salita la stretta e ripida scala dall’ingresso e lasciato a destra il grande salone, lo sguardo coglie sullo stretto ballatoio 
(Pietro Clemente, Ettore Guatelli, Il bosco delle cose p. 240)
 . È la stanza dei giochi che mostra, nella luce piena dell’unica finestra, gli oggetti dell’infanzia, dell’immaginazione: i giocattoli. 
Questa stanza dei giochi racconta di una condizione sociale e storica, di un contesto economico agricolo povero, essenziale, svela le abitudini, i bisogni e i piaceri di una comunità familiare attiva nel lavoro dei campi e nella cura degli animali. Nella stanza ci sono i giocattoli che rappresentano e appartengono al mondo contadino e preindustriale del secolo scorso. Qui trovano spazio automobiline, bambole, pupazzi, aeroplanini, riproduzioni di strumenti musicali, figure di animali, trampoli, ma anche nidi di uccelli, topolini secchi, disegni su tavole di legno, alveari, animali esotici imbalsamati... Oggetti curiosi che riempiono interamente il soffitto e le pareti e con i quali i bambini si divertivano a giocare ed inventare storie, pur non essendo dei veri e propri giocattoli.
Sono giochi molto diversi da quelli a cui siamo abituati oggi, costruiti spesso con materiale di recupero (pezzi di legno, scatole di latta, fil di ferro, noci, castagne, cartone...) ad imitazione del mondo dei grandi, in particolare dei mestieri di campagna. Il trattore con le scatole di latta, la bambola di pezza, i camioncini di legno, i buoi di sughero con l’aratro... non erano altro che il mondo degli adulti visti con gli occhi dei bambini.
Il giocattolo aiutava in questo modo il bambino a comprendere la differenza tra il mondo interiore e quello esterno, e ad imparare a gestire i propri sentimenti e le proprie insoddisfazioni, ad affrontare la tensione generata dallo scarto tra i suoi desideri e l’impossibilità di soddisfarli; è decisivo fattore culturale... un’occasione particolare per lo sviluppo e il controllo delle facoltà mentali.
E i giocattoli che riempiono le pareti e il soffitto sono veramente poveri, costruiti o ricostruiti da mani infantili e adulte perché Ettore Guatelli, il maestro, come un regista ha raccolto pezzi autentici o ricostruiti da veri artigiani perché non se ne perdesse memoria. Questi giochi risultano depositari di una memoria individuale e collettiva del mondo dei bambini e sono, comunque, testimoni veritieri di una condizione sociale.
Non tutti sono giocattoli veri e propri. Sono fatti dalle stesse persone che da adulti però usano meglio le mani. Un certo numero è anche autentico, d’epoca, e viene dai solai. Che i raccoglitori hanno imparato a setacciare....
Ecco allora le bambole di legno per le bambine ricavate da scorze di alberi o i camioncini dei ragazzi con la semisfera del mestolo davanti che diventava fanale con la luce della candela che accendeva l’immaginazione e preoccupava gli anziani che sgridavano per paura di un incendio ma per Ettore e i suoi compagni di giochi era bello tirarsi dietro il camioncino che proiettava in avanti la luce come quelli veri. 
Nella stanza ci sono giocattoli di tutti i generi e ognuno è testimone di qualcosa, di una reale esperienza di vita. Ci sono giocattoli che fanno meraviglia per l’ingegno dei costruttori come le macchine che si muovono da sole o con una manovella che le attiva e ci sono dei semplici nidi di uccelli, ci sono birilli di legno e manubri di bicicletta fatti con il filo di ferro per dare vita ad immaginari giri d’Italia che solo nella fantasia dei bambini potevano esistere.
Poi compaiono anche i giochi nuovi che la civiltà industriale stimolava. Nelle discariche dei due insediamenti industriali vicino alla casa coloniale apparvero nuovi materiali come la plastica o altri scarti di lavorazione e quindi il tubetto di dentifricio si trasforma in una figura umana, le confezioni di lucido da scarpe diventano ruote di un trattore e la scatola dei pelati diventa la caldaia di una locomotiva “sono le figurine nate per diletto, ma più per suggerire come si possa, dal niente, fare qualcosa che aiuti a passare il tempo e a dare, a chi le fa, anche il piacere per l’invenzione".

#### Salone principale (granaio)
Questo salone è stato tante cose: granaio, spazio per l’allevamento del baco da seta, spazio per l’allevamento di polli da batteria poi ancora granaio e, infine, museo: la più bella stanza del museo; adesso è organizzata e divisa per mestieri: il falegname, il fabbro, l’arte della tessitura, quella della norcino, il lavoro del contadino...
Lo spettatore in questo salone sprofonda perché si trova circondato da sollecitazioni emotive e culturali improvvise che diventano trame di un racconto che congiunge l’estetica (nella cura espositiva e nella originalità dell’allestimento) la sociologia (per l'evidente, chiarissimo collegamento tra l’uomo, il lavoro e la società) l’antropologia (nella palese, lucida dimostrazione della fatica del vivere) e la poesia (che rivela una dimensione umana ormai sconosciuta al visitatore).
Tra gli oggetti presenti ci sono zangole, torni, gabbie per formaggi, centinaia di coltelli di tutte le misure, mantici enormi, aratri e (perché no?), anche la polvere lasciata dai tarli del legno. Anche quella segatura serviva a qualcosa….
Centinaia di oggetti che, uguali, senza differenti livelli di importanza, parlano, e, pur nella loro diversità, raccontano, documentano, testimoniano la grandiosa unità di quel mondo contadino chiuso tra il mare e il Po e, oltre ad essere testimonianza, grazie alla loro sistemazione nel salone ad opera del regista / artista Guatelli, assolvono anche una funzione estetica diventando un'originale e unica opera creativa.

#### Cucina
Non si tratta di una cucina come possiamo immaginarla, pensata per cucinare e consumare i pasti della giornata, ma bensì una wunderkammer, una camera delle meraviglie in cui trovano spazio centinaia di oggetti afferenti agli ambienti delle cucine di una volta. A terra, mobili rustici, due ricavati da tronchi. In alto, pentole a soffitto, mentre sulle pareti troviamo conche di legno e stampi per dolci di forma tonda. E ancora testi in ghisa e rarissimi testi in terracotta di varie dimensioni.
Le caratteristiche allestitive dello spazio della cucina, frutto delle scelte operate dall'autore del Museo escludono a priori di poter considerare l'ambiente come una delle tante “cucine” presenti all'interno dei musei etnografici tradizionali, e pertanto non riconducibile a criteri di catalogazione tradizionale. La “Cucina” può quindi essere considerata come il risultato della ricerca e documentazione condotta da Ettore Guatelli intorno al tema delle pratiche alimentari domestiche, restituito attraverso un allestimento che sembra, nella maggior parte dei casi, voler tenere conto più delle geometrie degli oggetti che non della loro funzione.
Tra le particolarità presenti, la corona di foglie di castagno secche da far rinvenire prima di metterle sul tagliere lievitatoio perché non vi si attaccasse il pane ancora in pasta. E ancora le grattugie all’interno del mobile in legno ad angolo; le pestarole su cui si batteva il lardo con il coltellaccio, e che dovevano essere abbastanza spesse da non consumarsi subito.

#### Stanza delle scarpe e delle scimmie
A destra, alla fine del “grande salone”, da una porta quasi indistinguibile dalla parete per i numerosi attrezzi che vi sono inchiodati, si accede alla stanza delle scarpe e delle scimmie.
Si caratterizza per la presenza di strumenti da scimmiaro (originali, acquistati da un giramondo bedoniese) e di una scimmia imbalsamata proveniente dalla vicina Isola di Compiano. Vi sono conservate anche altre testimonianze di antichi mestieri, fatti di vari spettacoli ambulanti, con foto e documenti di orsanti .
La stanza accoglie numerosi altri oggetti, in particolare scarpe e forme per realizzarle, di varie dimensioni, esposte su una parete in semicerchi concentrici. Sul lato, a fianco della porta, un altro dei “simboli” del museo, tra gli oggetti più fotografati: una scarpa (trovata nei pressi di Bobbio ) risuolata, rabberciata e ricucita col fil di ferro ). Non sfugge all’occhio, sulla parete opposta, un particolare zoccolo utilizzato per la pilatura delle castagne secche.
Ancora: indumenti più e più volte oggetti di rattoppo, arte già all’epoca “non padroneggiata da tutte le donne”, ricordi volutamente cercati e recuperati di un mondo nel quale “non cercare di far portare un capo di vestiario fino al possibile non sarebbe stato da contadina”.

## Progetto interculturale “Storie Plurali. Il Museo Guatelli, oggetti e storie di vita”
Nel 2008-2009, il Museo Ettore Guatelli prende parte al progetto europeo MAP for ID - Museums as Places for Intercultural Dialogue, nell'ambito del quale realizza il percorso/laboratorio “Storie Plurali. Il Museo Guatelli, oggetti e storie di vita”. Il progetto si rivolge a donne migranti e native (insegnanti e non) in età compresa tra i 18 e i 60 anni e si ispira alla filosofia del fondatore della raccolta Guatelli nel voler raccogliere esperienze e storie delle partecipanti legate agli oggetti del Museo, sviluppate attraverso le modalità del laboratorio teatrale. L'iniziativa nasce dalla collaborazione tra l'Associazione Clio ‘92 e la Direzione della Fondazione Museo Ettore Guatelli come una delle possibili risposte del museo al territorio rispetto al tema dell'intercultura e al coinvolgimento di soggetti migranti nelle proprie attività.
A seguito della presentazione del progetto da parte dei due enti promotori, la Fondazione Museo Ettore Guatelli ritiene opportuno costituire un gruppo operativo, formato da un rappresentante della Fondazione, un rappresentante del comune di Fornovo, un rappresentante del comune di Collecchio e un rappresentante di Forum Solidarietà sezione Parma.
Tramite contatti con associazioni locali e con il supporto delle due amministrazioni comunali limitrofe di Collecchio e Fornovo, vengono individuate dieci donne (tra cui due italiane), che lavorano insieme nell'arco di cinque mesi con incontri settimanali, dedicati al laboratorio teatrale, della durata di tre ore ciascuno.
Il percorso laboratoriale si tiene presso il teatro della scuola elementare di Collecchio e il Museo Guatelli. Gli incontri sono suddivisi in tre distinti momenti: una prima fase di “riscaldamento” secondo le modalità delle tecniche teatrali, attraverso lo scioglimento del corpo e l'iterazione tra le destinatarie; i momenti successivi possono definirsi come momenti di confronto e di dialogo, a partire dalle suggestioni indotte dai diversi ambienti del Museo Guatelli. In particolare, un primo momento è dedicato alle “memorie gestuali”, ossia la riproposizione di gestualità scaturite dai racconti e dalle memorie delle donne coinvolte (la gestualità del lavare i panni a mano, la gestualità dell'accendere il fuoco...). Ognuno di questi gesti recuperati è pensato per diventare parte integrante della performance. Infine, l'ultima parte dedicata alla narrazione e alle memorie delle singole persone, attraverso il confronto con i loro oggetti d'affezione, anche questi divenuti parte integrante della performance finale.
Questa scansione dei tempi del laboratorio è funzionale a fare emergere la cura che una volta si aveva nell'aggiustare e riaggiustare un oggetto per farlo durare nel tempo, il passaggio di tante mani, di tanti uomini e donne nell'usarlo e i tanti nomi nel chiamarlo. Gli organizzatori del progetto analizzando a distanza l'esperienza realizzata sottolineano come la sapienza e il lavoro che sta dietro a un oggetto è profonda; lo stesso oggetto in mano a persone diverse, portatrici di culture altre, può produrre emozioni diverse, storie diverse e anche gradi di libertà diversi, creatività in gioco. Sulla base degli incontri e delle narrazioni delle destinatarie viene sviluppata la drammaturgia alla base della performance teatrale finale (“Storie plurali: di mano in mano”, a cura di FestinaLente Teatro in collaborazione con l'Associazione Vagamonde), nella quale le donne danno vita alle loro storie tramite il linguaggio verbale e gestuale. Lo spettacolo, che coinvolge direttamente il pubblico, ha molto successo e ha già prodotto numerose repliche. Rispetto alle modalità di conduzione e alle intenzioni iniziali, che prevedevano l'utilizzo di schede cartacee finalizzate alla descrizione degli oggetti, e anche alla luce delle difficoltà incontrate dalla maggior parte delle donne coinvolte nell'utilizzo della lingua italiana scritta, l'équipe di progetto opta per la conduzione di un laboratorio teatrale dove le donne siano libere di esprimersi attraverso il linguaggio verbale e gestuale. Di fatto, le modalità del teatro permette una forte interazione tra le persone coinvolte nelle fasi operative, attraverso la condivisione di gesti e narrazioni a partire dalle sollecitazioni degli allestimenti del Museo Guatelli.
La maggior parte degli incontri si svolge presso il Museo per la contestualizzazione del laboratorio e delle tematiche dell'interculturalità, il recupero dei saperi e delle conoscenze legate alla dimensione domestica e del lavoro, e l'individuazione degli oggetti e delle storie che da questi ritornano, e che sono il fulcro del laboratorio attraverso le modalità del teatro. Il tutto finalizzato a recuperare storie, attraverso il confronto delle diverse esperienze di cui le destinatarie sono le principali interpreti, proponendo la loro personale interpretazione della collezione anche attraverso la restituzione di nuove storie legate ai rispettivi contesti di provenienza.
Secondo gli organizzatori il progetto rende possibile l'attivazione di dinamiche conoscitive del territorio (in questo caso dei Comuni di Fornovo e Collecchio) rispetto ai possibili rapporti attivabili con soggetti istituzionali e interistituzionali, capaci di aprire al Museo nuove strade nell'ambito del dialogo interculturale; l'incontro e il confronto con le realtà associative (Forum Solidarietà, Associazione Ciac, associazioni territoriali delle diverse etnie presenti su Parma, Festina Lente Teatro) e istituzionali (amministrazioni comunali di Collecchio e Fornovo, Provincia di Parma - Assessorato alle Politiche Sociali) operanti nell'ambito dell'intercultura permette al Museo di confrontarsi con dinamiche culturali e visioni del mondo completamente diverse rispetto alle proprie (il concetto di tempo, l'avvio di rapporti di amicizia, l'approccio con il territorio…).

## Galleria d'immagini

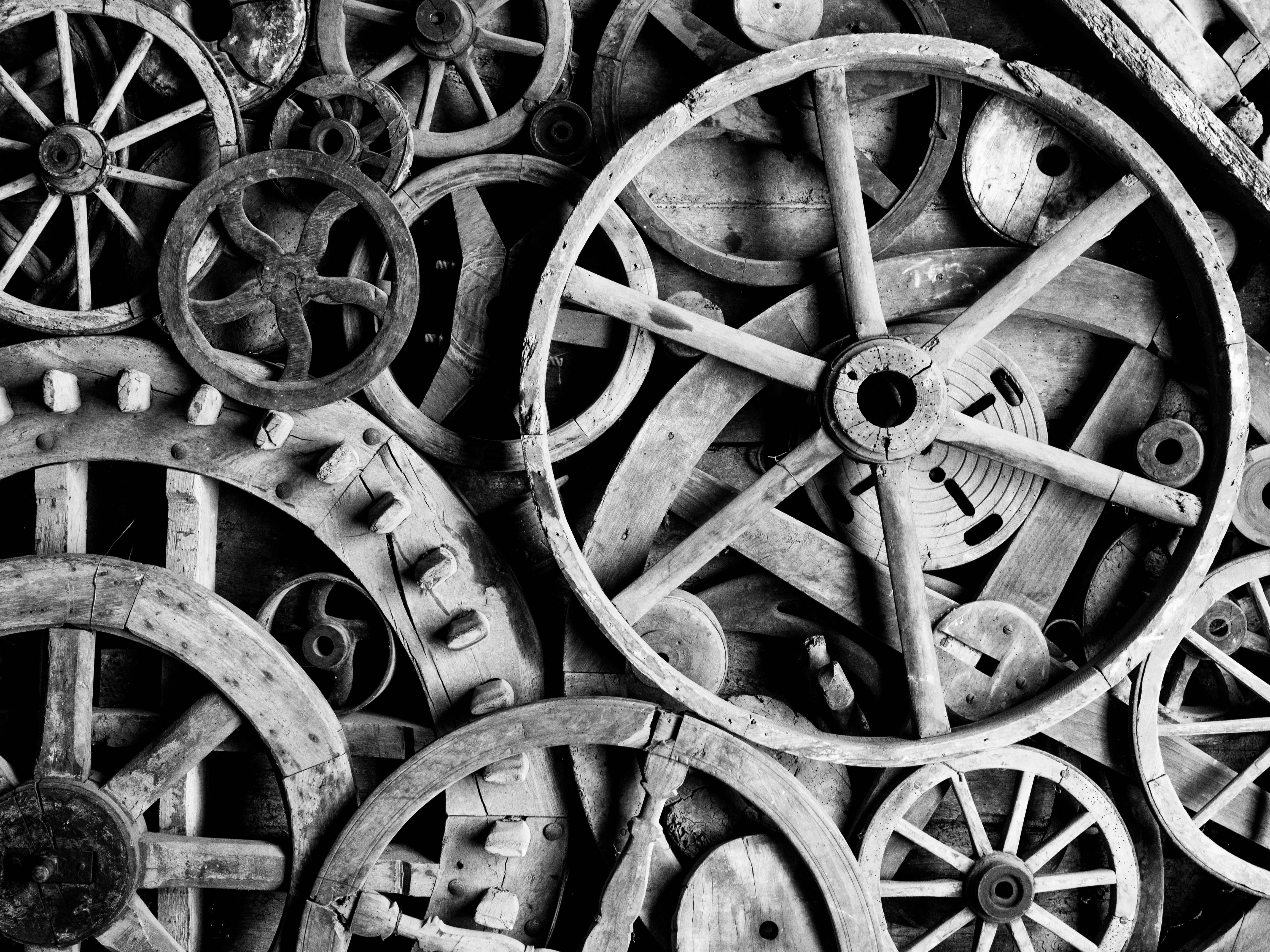
Antiche ruote di legno
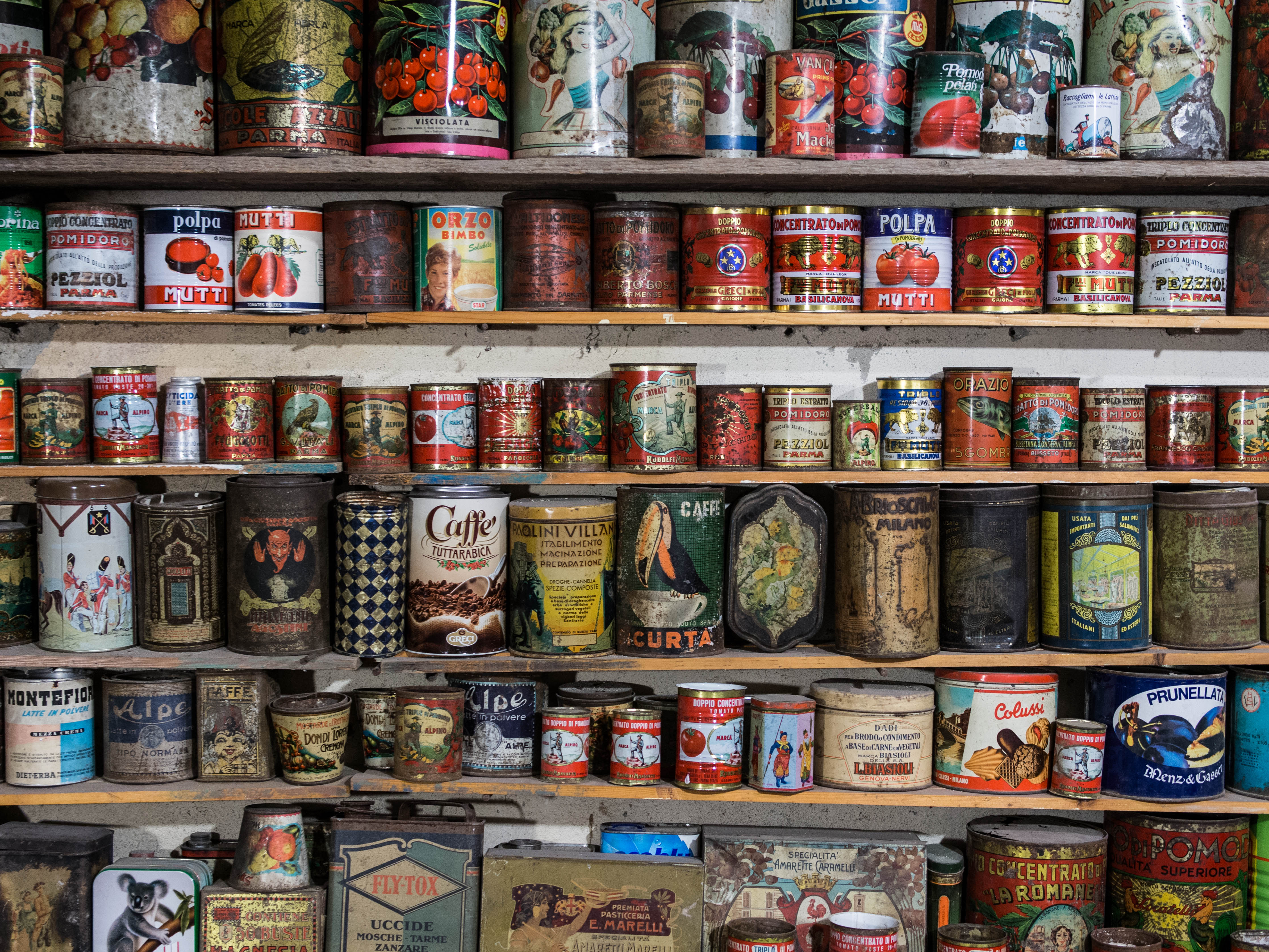
Scaffali di lattine
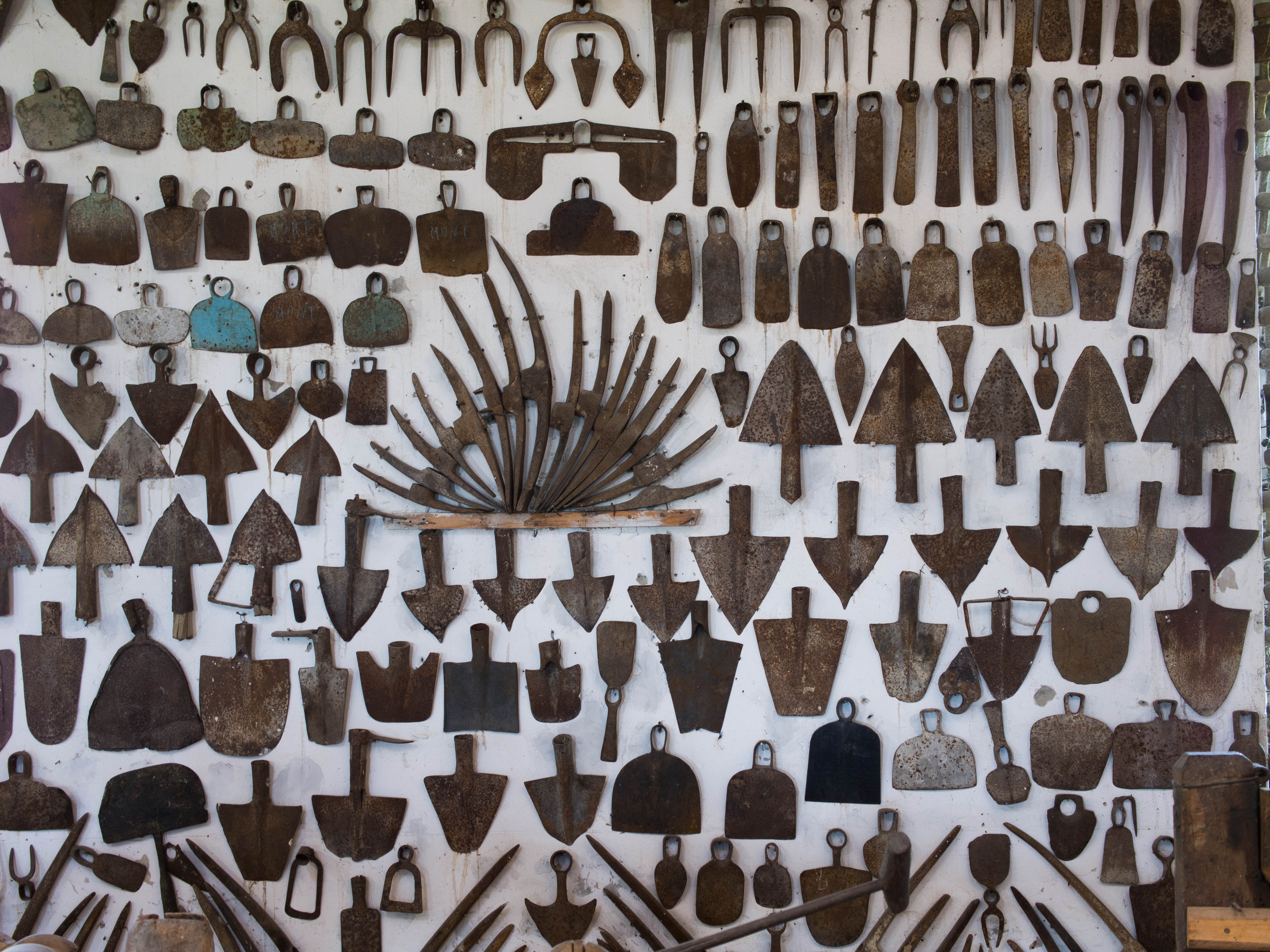
Differenti attrezzi usati per l'aratura

### Annotazioni
1. ↑  Il nome è riportato in un foglio scritto di pugno da Guatelli, ma nei dizionari viene indicato come navazza: si tratta di una specie di cassone a sponde basse che si restringono a bocca, da cui far correre via l’uva che vi veniva versata dai vendemmiatori

### Fonti
1. 1 2  Magni e Turci, 2005
2. 1 2 3 4  Magni e Turci, 2005, p. 79
3. 1 2  Guatelli e Clemente, 1996, 109
4. ↑  Guatelli e Clemente, 1996, 107
5. ↑  Magni e Turci, 2005, p. 115
6. 1 2  Magni e Turci, 2005, p. 133
7. 1 2 3  Magni e Turci, 2005, p. 146
8. 1 2  Magni e Turci, 2005, p. 154
9. ↑  Magni e Turci, 2005, p. 160
10. ↑  (EN) Museums as Places for Intercultural Dialogue, su mapforid.it, 26 settembre 2008. URL consultato il 28 ottobre 2024 (archiviato dall'url originale il 26 settembre 2008).
11. ↑  (EN) MAP for ID – Museums as Places for Intercultural Dialogue, su patrimonioeintercultura.ismu.org. URL consultato il 28 ottobre 2024.
12. ↑   “Storie Plurali”. Il Museo Guatelli, oggetti e storie di vita, su patrimonioeintercultura.ismu.org. URL consultato il 28 ottobre 2024.
13. ↑  Presentazione della performance teatrale attraverso una speciale apertura del Museo al pubblico anche in orario serale, a ingresso gratuito (20 e 21 giugno 2009); presentazione della performance al di fuori del contesto del Museo, in occasione della Festa Multiculturale di Collecchio (luglio 2009).